# Philip Pickett
Philip Pickett (Londen, 19 november 1950) is een Britse blokfluitspeler en dirigent.

## Levensloop
Pickett begon met trompet spelen als student in Marling School, Stroud, Glos. Antony Baines en David Munrow moedigden hem aan oude blaasinstrumenten te proberen, zoals de blokfluit en andere. Hij studeerde aan de Guildhall School of Music and Drama in Londen. Na een aanval in de metro van Londen waarbij hij letsel opliep aan de mond, moest hij het trompetspelen opgeven.
In 1972 werd hij docent blokfluit en historische uitvoeringspraktijk. Tegelijk speelde hij bij de Academy of St. Martin in the Fields, The English Concert, the English Chamber Orchestra, the London Mozart Players en vele andere orkesten.
Pickett introduceerde theaterelementen tijdens zijn concerten, zelfs goochelen en vuurspuwen. In 1976 werd hij lid van de Albion Band, een folk-rock band gedirigeerd door Ashley Hutchings. Ze speelden een mengeling van traditionele folk music en middeleeuwse melodieën, gespeeld op allerhande instrumenten. Een ander lid van de groep was John Sothcott van het ensemble oude muziek St George's Canzona. Prescott werkte mee aan de vier cd-opnamen van de groep. Hij maakte ook een solo-opname die The Alchemist heette. Hierop kwamen composities van hemzelf voor in een pseudo-historische stijl.
In 1993 werd hij artistiek directeur van de Purcell Room Early Music series. Hij werd ook directeur voor Oude Muziek in het Shakespeare Globe Theatre. Het ensemble, 'The Musicians of the Globe', specialiseerde zich in Engelse muziek van de 16de en 17de eeuw.
Van 1994 tot 1997 was hij de stichter en dirigent van de Aldeburgh Early Music Festival.
In 1998 bracht hij The Bones of All Men uit, een samenwerking met Richard Thompson en leden van de Fairport Convention, waarbij oude muziek gespeeld werd met een rockband en elektrische gitaar.
Pickett dirigeert ook The New London Consort, met een repertoire van Engelse, Spaanse, Italiaanse en Duitse middeleeuwse en renaissancemuziek.
In 2000 zetelde Pickett in de jury van het internationaal concours voor ensembles in het kader van het Festival Musica Antiqua in Brugge.
Op 4 december 2013 werd hij gearresteerd op verdenking van seksueel misbruik van enkele van zijn studenten. Op 10 februari 2015 werd hij schuldig bevonden aan twee verkrachtingen en twee aanrandingen uitgevoerd tussen 1979 en 1983 in geluidsdichte kamers van de Guildhall School of Music en door de rechtbank veroordeeld tot elf jaar gevangenisstraf.

## Discografie

### CDs met The Albion Band
Albums
- The Prospect Before Us (1977)
- Rise up Like The Sun (1978)

Singles
- Hopping Down in Kent/Merry Sherwood Rangers (1976)
- The Postman's Knock/La Sexte Estampie Real (1977)
- Poor Old Horse/Ragged Heroes (1978)
- Pain and Paradise/Lay Me Low (1979)

### Met The New London Consort
- Elizabeth and Jacobean Concert
- Music From The Time Of Columbus
- Ars Subtilior
- Pilgrimage
- Carmina Burana vol 1 and 3
- Sinners and Saints: a compilation of previous recordings
- Bach: Brandenburg Concerti (complete)
- Praetorius: Dances from Terpsichore
- Vivaldi: Gloria RV 588 and Dixit Dominus RV 595
- John Blow: Venus & Adonis, A Masque for the entertainment of the King

### Met The Musicians Of The Globe
- Music From Shakespeare's Plays
- Ben Jonson's 'The Masque Of Oberon'
- A Shakespeare Ode On The Witches and Fairies
- Purcell's Shakespeare
- The Enchanted Island
- Nutmegs and Ginger
- Sir Henry Rowley Bishop: Songs for Shakespeare productions at Covent Garden

### Solo
- The Alchemist (1988)

### Philip Pickett met Richard Thompson
- The Bones of All Men (1998)